# Józefa Orłowska
Józefa Orłowska (ur. 19 marca 1951 w Gardnie Wielkiej) – polska polityk, posłanka na Sejm PRL VIII kadencji.

## Życiorys
W 1970 uzyskała wykształcenie średnie zawodowe w Technikum Przetwórstwa Rybnego w Gdyni. Pracowała jako starszy mistrz w Spółdzielni Rybołówstwa Morskiego „Łosoś” w Ustce. W 1978 wstąpiła do Polskiej Zjednoczonej Partii Robotniczej, z ramienia której w latach 1980–1985 pełniła mandat posłanki na Sejm PRL VIII kadencji w okręgu Słupsk. Zasiadała w Komisji Gospodarki Morskiej i Żeglugi, Komisji Handlu Wewnętrznego, Drobnej Wytwórczości i Usług, Komisji Nadzwyczajnej do rozpatrzenia projektu ustawy o Spółdzielniach i ich Związkach oraz w Komisji Współpracy Gospodarczej z Zagranicą i Gospodarki Morskiej.